# Quận Sherman, Nebraska
Quận Sherman là một quận thuộc tiểu bang Nebraska, Hoa Kỳ.
Quận này được đặt tên theo William Tecumseh Sherman. Theo điều tra dân số của Cục điều tra dân số Hoa Kỳ năm 2000, quận có dân số 3318 người. Quận lỵ đóng ở Loup City6.

## Địa lý
Theo Cục điều tra dân số Hoa Kỳ, quận có diện tích km2, trong đó có km2 là diện tích mặt nước.